# Мілкозерова
Мілкозе́рова (рос. Мелкозерова) — присілок у складі Голишмановського міського округу Тюменської області, Росія.
Населення — 133 особи (2010, 148 у 2002).
Національний склад станом на 2002 рік:
- росіяни — 78 %